# Dawn MacDonald
Pour les articles homonymes, voir MacDonald.
 (avril 2025).
Si vous disposez d'ouvrages ou d'articles de référence ou si vous connaissez des sites web de qualité traitant du thème abordé ici, merci de compléter l'article en donnant les références utiles à sa vérifiabilité et en les liant à la section « Notes et références ».
Dawn MacDonald est une joueuse canadienne de rugby à XV, née le 8 avril 1980, de 1,78 m pour 86 kg, occupant le poste de deuxième ligne (n° 5) aux Velox Valykries.
Elle travaille comme charpentier.

## Palmarès
(au 20.01.2025)
- 11 sélections en Équipe du Canada de rugby à XV féminin[1]
- participations à la Coupe du monde féminine de rugby à XV 2006.
- demi-finaliste à la Coupe du monde féminine de rugby à XV 2006.